# Xylomya tenthredinoides
Xylomya tenthredinoides är en tvåvingeart som först beskrevs av Wulp 1867.  Xylomya tenthredinoides ingår i släktet Xylomya och familjen lövträdsflugor. Inga underarter finns listade i Catalogue of Life.